# Хараелах
Хараелах (Хараелаях, Еловая) — река в России, протекает по территории Таймырского Долгано-Ненецкого района и городского округа город Норильск Красноярского края. Длина реки — 47 километров.
Начинается на западном склоне хребта Валёк между озером Вершина Джангы и истоком реки Валёк на высоте 720 метров над уровнем моря. От истока течёт по безлесой гористой местности, сначала на северо-запад, затем у подножия вершины 654 метра поворачивает на юго-юго-запад, пересекает горы Хараелах (Еловый Камень) и выходит на равнину. Между озером Кыллах-Кюель и Медвежьей горой меняет направление течения на западное. Протекает через кустарниковый массив, посёлок Талнах, делится на несколько рукавов, затем сливающихся, и впадает в реку Норильскую справа в 5 км от её устья на высоте 28 метров над уровнем моря. В Талнахе на реке сооружён пруд Еловый.
Основные притоки — реки Скалистая (лв, впадает в 22 км от устья), Олор (лв, впадает в 27 км от устья) и Приток Харыялаха (пр).
Ширина реки при выходе на равнину — 12 метров, глубина — 0,6 метра.

## Экологическое состояние
В июне 2020 года обнаружен незаконный сброс в реку воды, загрязнённой тяжёлыми металлами, поверхностно-активными веществами и серной кислотой, из Талнахского хвостохранилища.

## Данные водного реестра
По данным государственного водного реестра России относится к Енисейскому бассейновому округу, водохозяйственный участок реки — Пясина и другие реки бассейна Карского моря от восточной границы бассейна Енисейского залива до западной границы бассейна реки Каменная, речной подбассейн реки — отсутствует. Речной бассейн реки — Пясина.
Код водного объекта — 17020000112116100119798.